# Reação de Ramberg-Bäcklund
A reação de Ramberg-Bäcklund é uma reação orgânica convertendo uma α-halossulfona em alceno na presença de uma base com extrusão de dióxido de enxofre. A reação deve seu nome a dois químicos suecos, Ludwig Ramberg e Birger Bäcklund. O carbânion formado por desprotonação gera um dióxido de tiirano instável, que se decompõe liberando {\displaystyle SO_{2}}. Esta etapa de eliminação é considerada uma cicloeliminação.
A transformação total é a conversão das ligações carbono-enxofre em uma ligação dupla carbono-carbono. O procedimento original envolvia halogenação de um sulfeto, seguida de oxidação a sulfona. Recentemente, o método preferido foi reverter a ordem das etapas. Após a oxidação, normalmente por meio de um peroxiácido, a halogenação é feita sob condições básicas utilizando-se {\displaystyle CBr_{2}F_{2}} para a etapa de transferência de halogênio.  Este método foi usado para a sìntese de 1,8-difenil-1,3,5,7-octatetraeno.
A reação de Ramberg-Bäcklund tem inúmeras aplicações. Devido à natureza da eliminação, pode ser aplicado a anéis pequenos ,
e grandes que possuem ligação dupla.
As α-halossulfonas são acessíveis através da oxidação dos α-halossulfetos correspondentes com perácidos, tais como ácido meta-cloroperbenzóico; a oxidação de sulfetos age seletivamente na presença de alcenos e álcoois. α-Halossulfetos podem, por sua vez, ser sintetizados por tratamento de sulfetos eletrófilos halógenos como ''N''-clorosuccinimida.
O grupo sulfona contém um próton acídico em uma das α-posições que é abstraído por uma base forte (esquema 1). A carga negativa nesta posição (formalmente um carbânion) é transferida ao halogênio localizado na outra α-posição em um deslocamento nucleofílico, formando temporariamente uma sulfona cíclica de três membros. Este intermediário é instável e libera dióxido de enxofre para formar o alceno. Misturas de isômeros cis trans são quase sempre obtidos.
Este tipo de reação dá acesso ao 1,2-dimetilenociclohexano
e a variação epóxido dá acesso aos álcoois alílicos.
O rearranjo de Favorskii e a contração de sulfeto de Eschenmoser são reações conceitualmente relacionadas.
Uma aplicação recentemente desenvolvida da reação de Ramberg-Bäcklund é a síntese de C-glicosídeos. Os tioéteres requeridos são obtidos facilmente por meio de um tiol. A aplicação das condições de Ramberg-Bäcklund leva então a um vinil-éter exocíclico que pode reduzido ao C-nucleosídeo .